# Die Macht der Finsternis

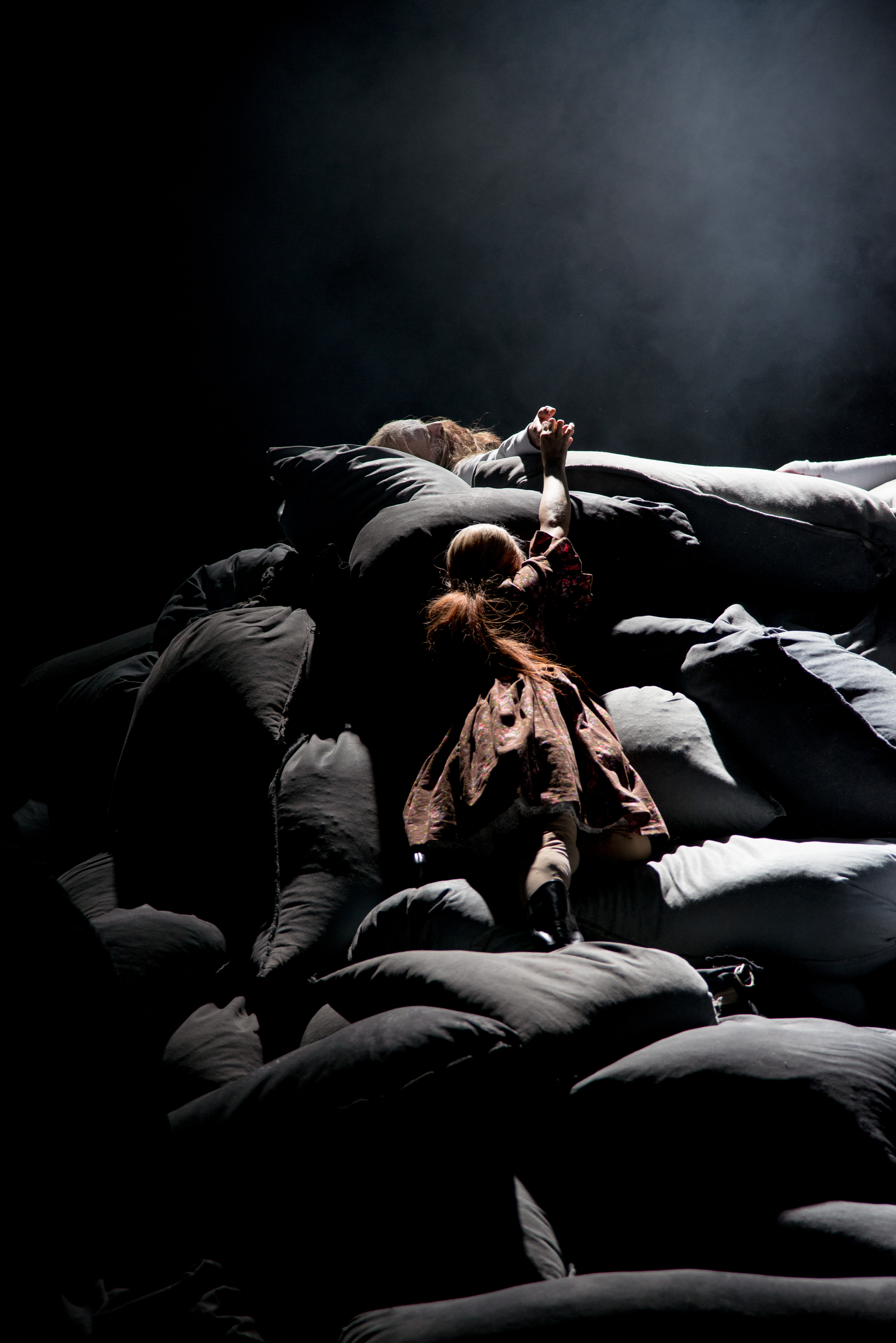
Akademietheater Wien 2015
Foto: Francisco Peralta Torrejón

Die Macht der Finsternis (russisch Власть тьмы, deutsche Transkription Wlast tmy) ist ein Drama in fünf Akten, geschrieben von Leo Tolstoi. Schon im Jahr 1886 stellte Tolstoi das Drama fertig, doch durfte es bis 1902 in Russland nicht gespielt werden. Es wurde schon 1887 von  August Scholz als deutsche Erstübersetzung für den S. Fischer Verlag erstellt.

## Kurzbeschreibung
Die Hauptfigur, ein junger Knecht, Nikita, verführt und verlässt das Waisenmädchen Marinka, um sich an die schöne Frau des Bauern, bei dem er zu Dienst ist, ran zu machen. Anisja vergiftet ihren kranken und ihr verhassten Mann, um Nikita heiraten zu können. Nikita schwängert seine neue Stieftochter. Unter dem Einfluss seiner Mutter und seiner Frau ermordet er das Neugeborene. Am Tag der Hochzeit seiner Stieftochter ergibt er sich der Polizei und gesteht seine Taten.

## Handlung
Das Stück spielt in einem großen Dorf und beginnt im Herbst. Petr, ein reicher Bauer, liegt krank ans Bett gefesselt. Der Hof scheint zu verwahrlosen unter der Führung seines jungen Knechtes Nikita. Die Bäuerin und der Knecht ziehen ihre Vorteile aus der Krankheit Petrs und beginnen eine Affäre. Nikita kann aber nicht genug kriegen von den Frauen und beginnt auch eine Affäre mit der etwas zurückgebliebenen Tochter des Bauern, Akulina. Akim, der Vater von Nikita, kommt eines Tages auf den Hof und will seinen Jungen vom Hof holen und ihn verheiraten mit dem Waisenmädchen Marinka, welches er angeblich vor Monaten geschwängert hat. Matrjona, Nikitas Mutter, kann dies erfolgreich verhindern, zumal da Nikita alles leugnet. Nikita bleibt auf dem Hof. Seine Mutter besorgt der verzweifelten Bäuerin ein Gift, welches sie ihrem dahinsiechenden alten Mann in den Tee geben soll, um sein Ableben zu beschleunigen. Die größte Sorge der beiden ist, dass der Bauer seinen Reichtum mit ins Grab nehmen könnte. Denn der will weder seiner Frau noch seiner Tochter das Geld vermachen. An seinem Todestag lässt der Bauer nach seiner Schwester, Marfa, schicken. Anisja kann verhindern, dass Marfa eintrifft, bevor sie und Matrjona das Geld finden. Nikita wird nun beauftragt, das Geld gut zu verstecken. Nach dem qualvollen Tod des Bauern heiratet Nikita die nun reiche Witwe und Erbin des Hofes. Inzwischen jedoch hat er sich schon der Tochter des Bauern hingegeben, welche nun schwanger von ihm ist. Anisjas größtes Anliegen ist es, die Stieftochter vom Hof zu kriegen, da deren Schwangerschaft einer Hochzeit im Wege steht. Also muss diese verschleiert und das Neugeborene getötet werden, sobald es auf der Welt ist. Am Tag der Geburt des Kindes, welches Akulina auf dem Dachboden zur Welt bringt, soll es auch sogleich getötet werden, damit die ganze Sünde nicht auffliegt. Matrjona und Anisja zwingen Nikita, sein eigen Fleisch und Blut zu töten und dann im Keller zu verscharren. Nikita beginnt an seinen Taten zu zerbrechen und auf der Hochzeit seiner Stieftochter legt er vor allen Anwesenden Beichte über seine begangenen Taten ab.